# Gutter Ballet
Gutter Ballet – szósty album studyjny heavymetalowego zespołu Savatage. Jest jednocześnie drugim wydawnictwem zespołu, którego producentem został Paul O'Neill.

## Lista utworów
1. "Of Rage and War" - 4:47
2. "Gutter Ballet" - 6:20
3. "Temptation Revelation" (Instrumental) - 2:56
4. "When the Crowds Are Gone" - 5:45
5. "Silk and Steel" (Instrumental) - 2:56
6. "She's in Love" - 3:51
7. "Hounds" - 6:27
8. "The Unholy" - 4:37
9. "Mentally Yours" - 5:19
10. "Summer's Rain" - 4:33
11. "Thorazine Shuffle" - 4:43

Utwór dodatkowy na reedycji z 1997 roku
1. "All That I Bleed" (Piano Version) - 4:35

Utwory dodatkowe na reedycji z 2002 roku
1. "Hounds" (Live) - 7:20
2. "When the Crowds Are Gone" (Live) - 7:07

## Twórcy
- Jon Oliva - śpiew, fortepian
- Criss Oliva - gitara
- Steve Wacholz - instrumenty perkusyjne
- Johnny Lee Middleton - gitara basowa
- Chris Caffery - gitara, instrumenty klawiszowe